# Santa Fe (Gerichtsbezirk)
Der Gerichtsbezirk Santa Fe ist einer der neun Gerichtsbezirke in der Provinz Granada.
Der Bezirk umfasst 12 Gemeinden auf einer Fläche von 310,98 km² mit dem Hauptquartier in Santa Fe.

## Gemeinden
| Gemeinde                | Einwohner (2024) | Fläche km² | Dichte Einw./km² | Cod INE | Postleitzahl |
| ----------------------- | ---------------- | ---------- | ---------------- | ------- | ------------ |
| Alhendín                | 10.399           | 50,81      | 205              | 18014   | 18656        |
| Chauchina               | 5.781            | 21,21      | 273              | 18059   | 18658        |
| Cijuela                 | 3.714            | 17,92      | 207              | 18048   | 18659        |
| Cúllar Vega             | 7.809            | 4,35       | 1.795            | 18057   | 18656        |
| Escúzar                 | 845              | 46,39      | 18               | 18072   | 18130        |
| Fuente Vaqueros         | 4.625            | 16,01      | 289              | 18079   | 18568        |
| Las Gabias              | 23.318           | 39,06      | 597              | 18905   | 18658        |
| Láchar                  | 3.826            | 13,12      | 292              | 18115   | 18640        |
| La Malahá               | 1.872            | 25,42      | 74               | 18126   | 18130        |
| Santa Fe                | 15.269           | 38,20      | 400              | 18175   | 18568        |
| Vegas del Genil         | 12.325           | 14,15      | 871              | 18911   | 18659        |
| Villa de Otura          | 7.606            | 24,34      | 312              | 18149   | 18658        |
| Gerichtsbezirk Santa Fe | 97.389           | 310,98     | 313              | –       | –            |